# Брюэр, Эшли
Э́шли Брю́эр (англ. Ashleigh Brewer; род. 9 декабря 1990, Брисбен, Квинсленд, Австралия) — австралийская актриса, известная по телесериалу «Соседи».

## Биография
Родилась и выросла в Квинсленде, а ныне проживает в Мельбурне.
Эшли снимается в кино с 2003 года. Наиболее известна ролью Грэйси из телесериала «H2O: Просто добавь воды», в котором она снималась в 2006—2008 годах.
Всего сыграла в четырёх сериалах.

## Фильмография
| Год       |    | Русское название        | Оригинальное название      | Роль            |
| --------- | -- | ----------------------- | -------------------------- | --------------- |
| 2003      | с  | Ночная тусовка          | The Sleepover Club         | Алана           |
| 2005      | с  | Блу хилеры              | Blue Heelers               | Лела Бёртон     |
| 2006—2008 | с  | H2O: Просто добавь воды | H2O: Just Add Water        | Грейси Уотсфорд |
| 2009—2014 | с  | Соседи                  | Neighbours                 | Кейт Рэмзи      |
| 2014—2018 | с  | Дерзкие и красивые      | The Bold and the Beautiful | Айви Форестер   |
| 2018—2019 | с  | Домой и в путь          | Home and Away              | Челси Кэмпбелл  |
| 2018      | тф | Мой ужин с Эрве         | My Dinner with Hervé       | Камилла Хаген   |